# Kubilay Türkyılmaz
Kubilay Türkyılmaz (Bellinzona, 1967. március 4. –) török származású svájci válogatott labdarúgó.
A svájci válogatott tagjaként részt vett az 1996-os Európa-bajnokságon.

## Sikerei, díjai
Galatasaray
- Török bajnok (1): 1993–94

Grasshoppers
- Svájci bajnok (2): 1995–96, 1997–98